# Роке Масполі
Роке Гастон Масполі (ісп. Roque Gastón Máspoli; 12 жовтня 1917, Монтевідео — 22 лютого 2004, Монтевідео) — уругвайський футболіст, що грав на позиції воротаря, зокрема, за клуб «Пеньяроль», а також національну збірну Уругваю, у складі якої — чемпіон світу 1950 року і учасник чемпіонату світу 1954.
По завершенні ігрової кар'єри — тренер, відомий роботою з низкою клубних команд, насамперед південноамериканських, а також збірними Еквадору і Уругваю.
2000 року посів 30-те місце у переліку найкращих футбольних воротарів XX століття, складеного Міжнародною федерацією футбольної історії і статистики.

## Клубна кар'єра
У дорослому футболі дебютував 1936 року виступами за команду клубу «Белья Віста». Згодом встиг пограти за «Монтевідео Вондерерс», «Серро» та «Ліверпуль» (Монтевідео), доки 1941 року не перейшов до клубу «Пеньяроль», за який відіграв наступні 15 років. До завершення професійної кар'єри у 1955 році допоміг «Пеньяролю» шість разів тріумфувати у національній першості Уругваю.

## Виступи за збірну
1945 року дебютував в офіційних матчах у складі національної збірної Уругваю. Того ж року став учасником чемпіонату Південної Америки у Чилі.
Відтоді став одним з основних голкіперів уругвайської збірної. На чемпіонаті світу 1950 року у Бразилії, уругвайці здобули другий у своїй історії титул чемпіонів світу, а Масполі був визнаний найкращим воротарем турніру. Особливо значним був його внесок у перемогу у вирішальному матчі турніру проти господарів. Бразильці, які вважалися однозначними фаворитами чемпіонату, а в попередніх двох матчах на фінальному етапі змагання забивали щонайменше шість голів, лише одного разу спромоглися пробити Масполі, що дозволило його команді здобути перемогу 2:1.
За чотири роки був основним голкіпером уругвайців на чемпіонаті світу у Швейцарії, де діючі володарі титулу вибули з боротьби на стадії півфіналів, а згодом поступилися й у грі за третє місце.
Загалом протягом кар'єри у національній команді, яка тривала 11 років, провів у її формі 38 матчів, пропустивши 62 голи.

## Кар'єра тренера
Розпочав тренерську кар'єру відразу ж по завершенні кар'єри гравця, 1955 року, сформувавши з іншим досвідченим гравцем «Пеньяроля» Обдуліо Варелою тренерський тандем, який керував діями команди після відставки легендарного Хуана Лопеса Фонтани. Надалі ще п'ять разів повертався на тренерський місток «Пеньяроля», востаннє вже 1992 року. Найуспішнішим же був період у середині 1960-х, коли Масполі тричі приводив команду клубу до перемоги у чемпіонаті Уругваю. Ще одного разу команда під його керівництвом вигравала цей трофей у 1985.
Наприкінці 1960-х, після успіхів «Пеньяроля», був запрошений до іспанського «Ельче», в якому, утім, особливих досягнень не здобув.
Решту ж тренерської кар'єри провів у Південній Америці, де крім низки клубних команд працював і зі збірними. Спочатку протягом 1975—1977 років очолював національну команду Еквадору, яка під його керівництвом невдало виступила на Кубку Америки 1975 року, посівши з одним очком у чотирьох іграх останнє місце у своїй групі.
Згодом двічі, протягом 1979—1982 і у 1997 році, тренував збірну Уругваю. На Кубку Америки 1979 року очолювані Масполі уругвайці також не подолали груповий етап.
Помер 22 лютого 2004 року на 87-му році життя у місті Монтевідео.

## Титули і досягнення

### Як гравця
- Чемпіон Уругваю (5):

«Пеньяроль»: 1944, 1945, 1949, 1951, 1953, 1954
- Чемпіон світу (1):

1950

### Як тренера
- Чемпіон Уругваю (4):

«Пеньяроль»: 1964, 1965, 1967, 1985
- Чемпіон Еквадору (1):

«Барселона» (Гуаякіль): 1987
- Володар Кубка Лібертадорес (1):

«Пеньяроль»: 1966
- Володар Міжконтинентального кубка (1):

«Пеньяроль»: 1966